# Mój dom
Mój dom – drugi album studyjny zespołu Ira, wydany w 1991 roku przez firmę i ówczesnego sponsora zespołu, wydawnictwo „Kontakt” z Radomia.
Po dość słabym przyjęciu poprzedniego krążka, muzycy chcieli jak najszybciej zapomnieć o niepowodzeniu i nagrać drugą płytę. Zespół zapożyczył się i postanowił wynająć producenta oraz studio nagraniowe. Wybór padł na Leszka Kamińskiego, oraz warszawskie studio S-4. Pierwsze sesje nagraniowe rozpoczęły się pod koniec 1990 roku i wtedy powstały pierwsze wstępne szkice utworów. Podczas nagrywania, zespół spotkał gitarzystę Piotra Łukaszewskiego, który właśnie nagrywał debiutancką płytę z zespołem Skawalker. Kuba Płucisz zaproponował mu występ na płycie jedynie w charakterze gościa, jednak po trzech wspólnie odbytych próbach, Łukaszewski został w zespole. Między innymi podczas tych prób powstał riff do piosenki Mój dom.
Następna, już ostateczna sesja nagraniowa do płyty odbyła się w kwietniu 1991 roku. Zespół nagrywał pod okiem producenta Leszka Kamińskiego przez niecały miesiąc, a to dlatego, że większość szkiców utworów powstała na próbach w 1990 roku. Głównymi kompozytorami zostali dwaj gitarzyści grupy, Kuba Płucisz oraz Piotr Łukaszewski. Teksty w większości napisał wokalista Artur Gadowski. Podczas sesji nagrany został także cover piosenki The Beatles Come Together, którą zespół bardzo często grał na swoich koncertach.
W porównaniu z pierwszą płytą wydaną dwa lata wcześniej, album Mój dom prezentuje się znacznie dojrzalej, zarówno od strony tekstowej, jak i brzmieniowej. Zwłaszcza dużo zyskało brzmienie zespołu, które stało się bardziej ostre i dynamiczne, a przy tym zdecydowanie bardziej profesjonalne niż na debiutanckim krążku. Zespół zaczął przywiązywać większą wagę do szczegółów, skorzystał z najnowocześniejszej techniki nagrywania, używając przy tym w pełni profesjonalnego sprzętu.
Płyta jest utrzymana w hardrockowym klimacie, co bardzo przypadło do gustu fanom grupy. Materiał zawarty na płycie jest dość zróżnicowany. Począwszy od spokojnych, melodyjnych ballad rockowych (które przyniosły grupie wielki rozgłos w późniejszym okresie) po utwory niemalże heavymetalowe.
Na albumie Mój dom zespół w swoich tekstach porusza m.in. problem dużego bezrobocia, panującej biedy (Mój dom), a także teksty opowiadające o trudnej drodze jaką zespół przebył w okresie między pierwszą a drugą płytą (Nie zatrzymam się).
Album został wydany w połowie 1991 roku, przez firmę fonograficzną „Kontakt” z Radomia. Po kilku miesiącach wydawania, wytwórnia wycofała się z produkcji płyty. Wtedy zespół nawiązał współpracę z krakowską firmą „Top Music”, która wznowiła produkcję. Płyta niemalże z miejsca stała się ważnym krążkiem w historii polskiego rocka. Album cieszył się dużą popularnością, sprzedał się w kilkunastu tysiącach egzemplarzy, zdobywając najpierw status złotej płyty, a potem platynowej. Utwory takie jak Mój dom, California, Nie zatrzymam się, Nadzieja czy Twój cały świat przez długi czas nie opuszczały czołowych miejsc na listach przebojów.
Utwór Mój dom stał się swoistym „hymnem pokolenia” pierwszej połowy lat 90., natomiast ballada Nadzieja stała się najbardziej rozpoznawalnym utworem grupy. To dzięki tej płycie zespół stał się jedną z najbardziej popularnych grup rockowych w Polsce. Część utworów grupa zaprezentowała podczas swojego występu na Festiwalu w Jarocinie w sierpniu 1991 roku, gdzie spotkały się z entuzjastycznym przyjęciem.
Recenzent miesięcznika Teraz Rock, Igor Stefanowicz: „pierwszą rzeczą, na którą zwraca uwagę, to przede wszystkim porządnie wyprodukowany materiał, rzetelne rzemiosło i sporo przebojów. Takie było założenie tej płyty – amerykański ciężki rock dla polskiego ludu. Ostre riffy i łagodne ballady, krzykliwe refreny i stonowane śpiewanki. O tym jak ważna jest gitara solowa w tego rodzaju przedsięwzięciu nie trzeba przypominać. I na tym polu Ira także nie ma się czego wstydzić. Piotr Łukaszewski gra perfekcyjnie i z inwencją”.
Do dziś na koncertach zespołu najwięcej piosenek jest granych właśnie z tego albumu. W 2002 roku krakowska firma fonograficzna „Andromeda” wydała reedycję płyty Mój dom. Na okładce płyty błędnie pozamieniano kolejność utworów.
Zdaniem wielu fanów, a także samych muzyków, płyta Mój dom jest największym osiągnięciem w historii grupy.
Dziś uznawany jest przez wielu krytyków jako jeden z najważniejszych albumów polskiego rocka.
Nowoczesny szlif brzmieniowy nadał piosenkom producent muzyczny Leszek Kamiński. Produkcja wyróżniała się na tle ówczesnej średniej na tyle, że pojawiały się głosy, iż Ira sama nie nagrała tego albumu, tylko wynajęci za pieniądze amerykańscy muzycy rockowi.
(Źródło: Miesięcznik Teraz Rock, nr.10/2007)
Artur Gadowski o płycie „Mój dom”:

Ta płyta powstawała o wiele szybciej niż pierwsza. Ale to jest zasługą Piotrka Łukaszewskiego, który wtedy zaczął z nami grać i aranżować inaczej naszą muzykę. Miał inne podejście, ale to się nam podobało, bo tak właśnie chcieliśmy grać, a sami do końca nie wiedzieliśmy jak to do końca ugryźć. Zrobiliśmy płytę z taką muzyką jakiej wtedy słuchaliśmy na co dzień. Chociaż wiedzieliśmy, że w naszym kraju nie była to muzyka popularna. Dopiero później się okazało, że są jednak tacy, którzy lubią i chętnie przyjdą na koncert. Płyta Mój dom to była pierwsza poważna rzecz jaką zrobiłem w życiu. Bo naszą pierwszą płytę, tylko tak odśpiewałem. Natomiast na drugiej już starałem się coś zrobić z głosem… Jak dziś słucham Mojego Domu to niektóre numery mi się podobają, a do innych mam zastrzeżenia.

(Źródło: Miesięcznik Tylko Rock 1994 rok)
Kuba Płucisz o płycie „Mój dom”:

W tym czasie nikt tak nie brzmiał u nas – strasznie ciężko nad tym pracowaliśmy. Spędziliśmy dużo czasu na szukaniu, na kręceniu tymi gałeczkami. I myślę, że to było uderzenie, gdy pojawił się utwór Mój dom. Od tego czasu za wiele razy go graliśmy, żebym mógł powiedzieć, że to moja ulubiona rzecz. W ogóle już cała płyta nam się znudziła, ale nie powiedziałbym, że jej nie lubię. Ale jest to dobra płyta. Pod względem komercyjnym – najlepsza. Sprzedało się jej więcej niż naszych pozostałych płyt razem.

(Źródło: Miesięcznik Tylko Rock 1994 rok)

## Trasa koncertowa
Dzięki płycie Mój dom, zespół otrzymał propozycję koncertów w największych miastach Polski, oraz na najbardziej znaczących festiwalach rockowych jak np. Festiwal w Jarocinie. Po premierze albumu zespół niemalże cały czas był w trasie, dzięki czemu został okrzyknięty „najbardziej koncertową grupą w Polsce”. Oficjalna trasa koncertowa promująca Mój dom trwała od stycznia do marca 1992 roku. Podczas trasy zespół grał prawie wszystkie piosenki z albumu Mój dom, najrzadziej pojawiało się Spadam, Miłość i nienawiść, Nie uciekaj, a także kilka utworów z pierwszej płyty, m.in. Zostań tu, Adres w sercu. Sztandarowymi coverami wykonywanymi podczas każdego koncertu (przeważnie na zakończenie koncertu, bądź na bis) były utwory Knockin' on Heaven's Door z repertuaru Boba Dylana, oraz Come Together grupy The Beatles. Zespół często był porównywany do zespołu Guns N’ Roses, głównie dzięki bardzo podobnej interpretacji coveru Dylana. Dzięki tej trasie, zespół pozyskał także sponsora, firmę Mustang Poland.

## Come Together
Cover piosenki zespołu The Beatles, nagrany przez zespół Ira. Utwór bardzo często pojawiał się wówczas na koncertach grupy.
Do nagrania utworu zostali zaproszeni specjalni goście, Grzegorz Skawiński, Czesław Niemen, Grzegorz Kupczyk oraz Janusz Pyzowski z TSA Evolution. Najtrudniej do gościnnego występu było namówić Czesława Niemena, który obawiał się, że nie zmieści się w metalowej konwencji przeróbki utworu, w której nie zabrakło również miejsca dla saksofonu. Utwór został nagrany podczas sesji nagraniowej, która odbyła się w kwietniu 1991 roku w warszawskim studiu S-4. Kompozycja miała znaleźć się na płycie w formie bonusu, jednak ostatecznie do zamieszczenia utworu na krążku z nieznanych powodów nie doszło.
Zespół wystąpił z Come Together na Festiwalu w Jarocinie w sierpniu 1991 roku, gdzie na scenie wykonał ten utwór wraz z Grzegorzem Skawińskim, Januszem Pyzowskim, Zbigniewem Hołdysem i Czesławem Niemenem. Come Together został zaprezentowany także podczas występu w 1992 roku na tym samym festiwalu. Nagranie dziś jest niedostępne.
(Źródło: Wywiad z Kubą Płuciszem, miesięcznik Tylko Rock 1991)

## Lista utworów
| Nr. |  | Tytuł                | Tekst                             | Muzyka                         | Długość |
| --- |  | -------------------- | --------------------------------- | ------------------------------ | ------- |
| 1.  |  | „Mój dom”            | Kuba Płucisz                      | Kuba Płucisz                   | 2:35    |
| 2.  |  | „Płonę”              | Artur Gadowski                    | Piotr Sujka/Wojciech Owczarek  | 3:57    |
| 3.  |  | „California”         | Artur Gadowski                    | Piotr Łukaszewski              | 3:55    |
| 4.  |  | „Nie zatrzymam się”  | Ira                               | Ira                            | 4:21    |
| 5.  |  | „Spadam”             | Artur Gadowski                    | Kuba Płucisz                   | 3:34    |
| 6.  |  | „Bierz mnie”         | Artur Gadowski                    | Kuba Płucisz                   | 4:11    |
| 7.  |  | „Nadzieja”           | Leszek Mróz                       | Piotr Łukaszewski              | 3:37    |
| 8.  |  | „Miłość i nienawiść” | Artur Gadowski/Grzegorz Adamowicz | Kuba Płucisz/Wojciech Owczarek | 3:56    |
| 9.  |  | „Nowe życie”         | Artur Gadowski                    | Kuba Płucisz/Piotr Łukaszewski | 3:55    |
| 10. |  | „Nie uciekaj”        | Artur Gadowski                    | Kuba Płucisz/Wojciech Owczarek | 5:44    |
| 11. |  | „Twój cały świat”    | Janusz Pyzowski/Maciej Kraszewski | Piotr Łukaszewski              | 1:16    |
|     |  |                      |                                   |                                |         |

## Twórcy
Ira
- Artur Gadowski – śpiew
- Kuba Płucisz – gitara rytmiczna
- Piotr Łukaszewski – gitara prowadząca
- Piotr Sujka – gitara basowa, wokal wspierający
- Wojciech Owczarek – perkusja, fortepian (utwór 7)

Gościnnie
- Grzegorz Skawiński – śpiew w utworze „Come Together”
- Janusz Pyzowski – śpiew w utworze „Come Together”
- Czesław Niemen – śpiew w utworze „Come Together”
- Grzegorz Kupczyk – śpiew w utworze „Come Together”

Produkcja
- Nagrywany: kwiecień 1991 roku w Studio S-4 w Warszawie
- Producent muzyczny: Leszek Kamiński, Ira
- Realizator nagrań: Leszek Kamiński
- Mastering: Leszek Kamiński w S-4 studio w Warszawie
- Aranżacja: Kuba Płucisz, Piotr Łukaszewski
- Teksty piosenek: Artur Gadowski, Leszek Mróz, Kuba Płucisz, Grzegorz Adamowicz, Janusz Pyzowski, Maciej Kraszewski, Piotr Łukaszewski
- Sponsor zespołu: Firma Kontakt z Radomia
- Wytwórnia: Kontakt, Top Music
- Pomysł okładki: Ira
- Projekt okładki: Sławomir Szewczyk
- Zdjęcia: Dariusz Majewski

## Wydania albumu

### Płyta kompaktowa
| Kraj wydania | Wydawca   | Rok wydania | Numer katalogowy | Opis albumu                                                             |
| ------------ | --------- | ----------- | ---------------- | ----------------------------------------------------------------------- |
| Polska       | Kontakt   | 1991        | CD 00101         | Oryginalne wydanie, przerwane po paru miesiącach wydawania.             |
| Polska       | Top Music | 1991/1992   | TCD 007          | Wznowiona produkcja na przełomie 1991/1992 roku.                        |
| Polska       | Andromeda | 2002        | CD 0983          | Reedycja płyty wydana w 2002 roku. Na okładce błędna kolejność utworów. |

## Notowania
| Rok  | Utwór               | Lista Przebojów Radiowej III |
| ---- | ------------------- | ---------------------------- |
| 1991 | „Mój dom”           | 6                            |
| 1991 | „Nadzieja”          | 2                            |
| 1992 | „Nie zatrzymam się” | 1                            |
| 1992 | „Bierz mnie”        | 4                            |
| 1993 | „Nowe życie”        | 7                            |

## Sprzęt
Podczas nagrywania albumu Ira używała następujących gitar:
- Gitary firmy „ZAK” z Gdańska
- Fender Stratocaster
- Fender Telecaster
- Kramer